# Schatzgräbergeschichte
Schatzgräbergeschichte ist eine Novelle von Werner Bergengruen, die 1942 in Gütersloh erschien.

## Inhalt
Die Novelle handelt von 1815 bis 1855 in Frankreich. Kompaniechef Bicorne, Verlierer bei Waterloo, erbt in Andilly-les-Prés ein Haus und ein wenig Geld. Bicorne macht kein Hehl aus seiner Kaisertreue. Der Bonapartist steht allein. Die Dorfbewohner, königlich gesinnt, spielen dem hochnäsigen Kaiseranbeter einen Streich. Der Müller Eustache Labrande will den Wildhüteracker pachten, ein verwildertes Grundstück, das 1789 von adeligen Besitzern aufgegeben werden musste. Der Müller möchte, dass Bicorne den inzwischen mit Buschwerk überwucherten Acker für ihn umgräbt. Also teilt der Müller Bicorne in einem Brief, den angeblich ein Bonapartist aus dem Gefängnis geschrieben haben soll, mit, auf dem Wildhüteracker sei ein Schatz vergraben. Bicorne fällt darauf herein, gräbt und findet aber einen Schatz. Wahrscheinlich wurde die Schatzkiste, voller Louis d’or-Gold-Münzen und Schmuck, 1789 von den adeligen Besitzern vergraben.
Die Nichte, eine entfernte Verwandte des Müllers, die, verwaist, in der Mühle Unterschlupf gefunden hat, warnt Bicorne vor weiteren Grabungen und weiht den Schatzgräber in den Streich der Dorfbewohner ein. Bicorne, der erfolgreiche Gräber, schüttet sich aus vor Lachen. Er heiratet die Nichte. Unter der Julimonarchie und dann im zweiten Kaiserreich bringt es Bicorne bis zum General. Ein Sohn des Paares wird während der Belagerung von Sewastopol Kapitän.